# Dobri Dol, Vrapčište
Dobri doll Dobri doll je vas, ki leži v nekdanji jugloslovanski republiki Makedonija, natančneje na regionalni cesti v bližini vznožja hriba Šar, ki se vzpenja približno 7 km od mesta Gostivar.

## Vas čez zgodovino iz srednjega veka
Vas Dobri doll je svoje ime, kot je znano iz legende, dobila po daljni preteklosti razdeljenem vodotoku reke Mazdrača, in po kraju imenovanem Kostanj. Vas je bila znana po dobri zemlji za gojenje pridelkov, več kmetijskih proizvodov in podobno. Ker je zaliv sčasoma ustvaril »dobro« dolino, so vas preimenovali v Dobri doll, kar v prevodu pomeni dobra dolina. .
V evidenci Osmanskega imperije razvidno, da je v letih 1452-1453 v vasi živelo 52 družin, v letih 1467-68 68 družin, 1481-82 65 družin, 1544-45 36 družin, 1568-69 30 družin, takrat pa so tudi prvič naleteli na 2 islamski družini. Več podatkov o osmanskem imperiju lahko najdete v knjigah avtorjev Aleksandra Stojanovskega & Dragega Gjorgievskega “NASELBI I NASELENIE VO MAKEDONIJA-XV I XVI VEK”-SKOPJE 2001/.

## Infrastruktura
Vas ima nekaj cest, ki so povezane z glavno regionalno cesto.Izrazit podaljšek skrbi, da je sama vas postavljena v polkrog, sestavljen iz hribovja Šar. Javna razsvetljava ni v dobrem stanju, a prebivalci zahtevajo, da se težave odpravijo. Na področju elektrike se prav tako soočajo s pomanjkanjem elektrike, a ker tehnološki razvoj zahteva nove naložbe, imajo prebivalci upanje, da bo to vprašanje rešeno v sodelovanju z elektrodistribucijo. Prav tako se pričakuje, da bo občina Negotine financirala gradnjo novih pločnikov. Od leta 1986 dalje je poskrbljeno za mobilna omrežja.

## Zdravstvena ambulanta in pošta
Od leta 1981 dalje delujejo zdravstvene ambulante, ki so bile zgrajene s pomočjolastnih prispevkov prebivalcev.Tam danes svoje deloopravljajovaškizdravnik in 4 medicinske sestre. Prebivalci vasi so mnenja, da bi se moralo v ambulanti zaposliti še več specialistov(npr. pediatrov) in medicinskih sester, delati pa bi se moralo v dveh izmenah, saj so zahteve in potrebe na področju zdravja najbolj pogoste.Ampak prebivalci težko verjamejo, da se bodo želje kdaj uresničile.

## Uspešna mala in srednja podjetja
V vasi je več kot 10 trgovin, 25 slasčičarn, čajnic in nekaj malih ter srednje velikih podjetij, kot so: Dinotrade, Alumplast, Aluprofil, Diamantexport,Zavarovanje SAVA, itd. Iz dneva v dan je več zavidljivih uspehov, ki pričajo o večanju števila zaposlenih iz vasi, vedno več pa je tudi drugih storitev in trgovin, ki bistveno vplivajo na zmanjšanje brezposelnosti.

## Osrednja osnovna šola “SALI LISI”
Leta 1991 se je osnovna šola “SALI LISI” osamosvojila.Do takrat je namreč obratovala kot podružnica osnovne Šole “Naim Frashëri” v Negotini. Danes šolo obiskuje 802 učencev v 28 paralelkah in dveh predšolskih skupinah. V omenjeni OŠ se poučuje tudi veoruk. Več kot 90 % maturantov nadaljuje šolanje. Prisotno jeizseljevanje študentov. V nekaj več kot 4 letih se je preselilo za več kot 2 paralelki učencevs starši v Italijo, Švico, Avstrijo, Nemčijo, Slovenijo, itd. Študij na univerzi nadaljuje nekaj več kot 30 % tistih, ki končajo srednjo šolo. Največ vpisa je na naslednje univerze: Univerza Tetova, UEJL, TIRANA, PRIŠTINA, SKOPJE, LJUBLJANA in drugod.

## Kmetija
Prebivalci tega območja so znani kot delovni kmetje z izdelki različnih kultur in kmetijskih pridelkov v nekdanji Jugoslaviji, pa tudi v Polloški dolini. Vendar imajo resne težave z vodo za zalivanje rodovitne zemlje. Voda iz reke Mazdrača ne izpolnjuje potreb in zahtev za namakanje cele vasi, zato se uporablja namakalni sistem iz reke Vardar. Kakor v vseh vaseh okrog planine Šar, tudi v Dobridolu kmetijstvo še vedno živi.

## Lega vasi
Dobridoll, 1236. Geografična lokacija: Občina Vrapcišt, (Gostivar). Geografske koordinate : 41°51´57, severno 20°53´15", vzhod. Nadmorska višina: 544m. Država : Severna Makedonija. Prebivalstvo: 6890 (neuradno - do junija 2008). Prebivalstvo: Albansko.